# دایگوکویا کودایا
دایگوکویا کودایا (به ژاپنی: 大黒屋 光太夫 Daikokuya Kōdayū)؛ ۱ ژانویهٔ ۱۷۵۱ – ۲۸ مهٔ ۱۸۲۸) یک ناخدای کشتی اهل ژاپن بود که ۹ سال را در روسیه گذراند. کشتی او در سال ۱۷۸۲ در اثر توفان به جزیره آمچیتکا که یکی جزایر آلیوتی در آلاسکا که در آن زمان متعلق به روسیه بود رانده شد. وی سپس با کاترین دوم روسیه دیدار کرده و خواستار بازگشت به ژاپن شد. او در سال ۱۷۹۲ به ژاپن بازگشت و با توکوگاوا ایه‌ناری شوگون یازدهم ملاقات و گفتگو کرد.